# Aerogel

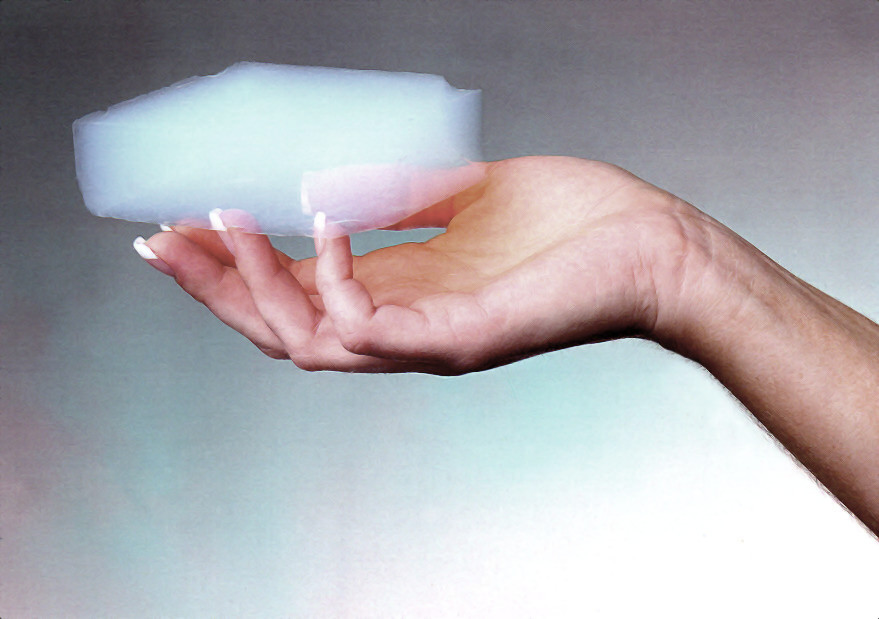
Blocco di aerogel

L'aerogel è una miscela di un gas e di un solido, pertanto simile a un gel dove il liquido sia sostituito da un gas. Il risultato è una schiuma solida dalle molte proprietà particolari, la più importante delle quali è l'efficacia nell'isolare. È soprannominato fumo ghiacciato, fumo solido o fumo blu per la sua trasparenza; la sua superficie al tatto ricorda la gommapiuma, anche se non è altrettanto morbido.
L'aerogel fu creato per la prima volta da Steven Kistler nel 1931, come il risultato di una scommessa con Charles Learned: avrebbe vinto chi dei due per primo avesse sostituito il liquido con un gas in un gel ma senza causarne il collasso. Il primo risultato fu l’aerogel di silice. Per l'aerogel possono essere usati materiali molto diversi; il lavoro di Kistler portò ad aerogel basati su silicio, alluminio, cromo e stagno. Aerogel di carbonio furono sviluppati per la prima volta nel 1990.
L’aerogel è la sostanza solida meno densa conosciuta, ovvero la più leggera per metro cubo; è composta dal 99,8% di aria e dallo 0,2% di diossido di silicio (silice), il principale componente del vetro. L'aerogel è mille volte meno denso del vetro, è in grado di sostenere enormi carichi, sopporta altissime temperature ed è un eccezionale isolante termico.

## Storia
Le prime molecole di questo materiale risalgono al 1931, anno in cui Steven Kistler del College of the Pacific a Stockton (California) cercò di provare che un gel contiene una matrice solida delle stesse dimensioni e forma del gel stesso.
Il modo più immediato di provare questa ipotesi era quello di rimuovere la parte liquida dal gel lasciando integra la parte solida. In realtà se il gel veniva semplicemente fatto asciugare, la struttura collassava, giungendo solo ad una frazione del volume iniziale, con la rottura della struttura solida. Kistler suppose, correttamente, che la componente solida del gel fosse microporosa e che l'interfaccia liquido-vapore del liquido evaporante esercitasse delle intense forze di tensione superficiale, che portavano alla distruzione della struttura dei pori. Kistler intuì quindi l'aspetto chiave della produzione degli aerogel: sostituire il liquido con aria, facendolo passare attraverso condizioni supercritiche in cui, pertanto, non fossero presenti contemporaneamente le due fasi e fossero così assenti le tensioni superficiali.
Kistler scoprì il segreto per asciugare il gel evitandone il collasso. Sottrasse il liquido ad elevate temperature e pressioni, portando il liquido allo stato supercritico, in cui non è più possibile distinguere tra liquido e gas. Dopo aver creato le condizioni supercritiche, la pressione viene fatta lentamente diminuire: il fluido supercritico viene quindi espulso dal gel senza i distruttivi effetti dovuti alla tensione superficiale. Ciò che rimane è un aerogel con il 98% di aria.

## Produzione
L'aerogel di silice, come già visto, è prodotto per disidratazione di un gel composto da silice colloidale in condizioni estreme di pressione e temperatura. Entrando più nello specifico, il processo inizia mescolando con un alcol liquido quale l'etanolo un precursore Si(OR)4 (alcossido di silicio) che porta alla formazione di gel di silice (sol-gel). Quindi, sfruttando un processo definito essiccamento supercritico, l'alcol è rimosso dal gel. Ciò si realizza utilizzando acetone, che solubilizza l'etanolo per poi essere entrambi rimossi dalla CO2 supercritica. Una variante di questo processo implica l'iniezione diretta del diossido di carbonio supercritico nel recipiente pressurizzato in cui è posto l'aerogel. Il risultato finale consiste nella rimozione di tutta la fase liquida dal gel che viene rimpiazzata da gas, senza permettere all'intera struttura del gel un collasso o una diminuzione del proprio volume.
Sono stati prodotti aerogel compositi utilizzando una varietà di materiali. La fibra di vetro è stata utilizzata per rinforzare aerogel compositi conferendogli migliori proprietà meccaniche.
Gli aerogel resorcinolo-formaldeide (aerogel RF) sono prodotti in modo simile all'aerogel di silice.
L'aerogel di carbonio è ottenuto da un aerogel RF tramite pirolisi in atmosfera di gas inerte; ne risulta una matrice di carbonio. È commercialmente disponibile in forma solida, in polvere o in foglio composito.

## Proprietà

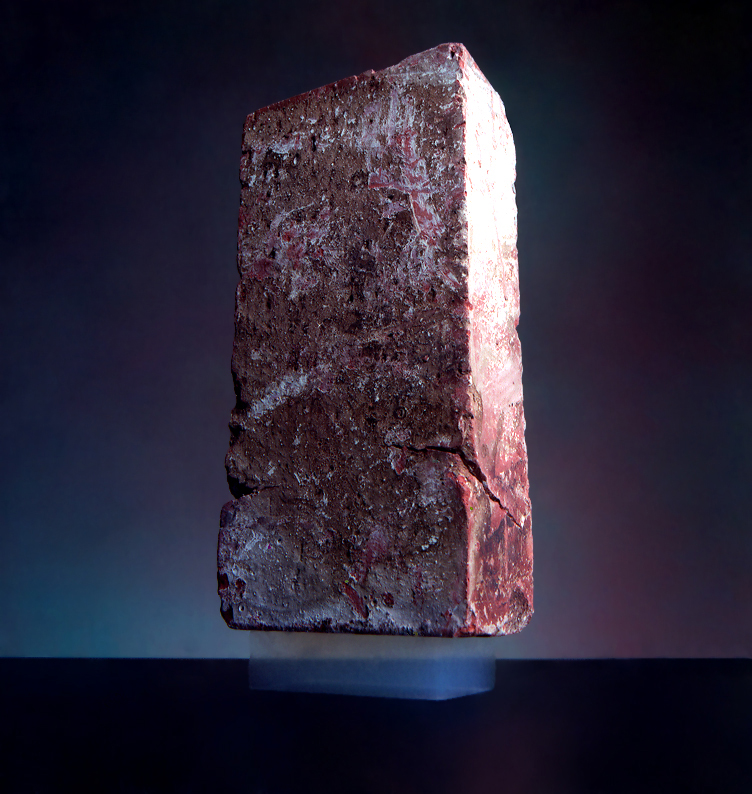
L'aerogel è un materiale estremamente leggero ma con enorme capacità di carico e resistenza strutturale: un blocco di pietra di è sostenuto da una base di aerogel pesante solo 2 grammi.

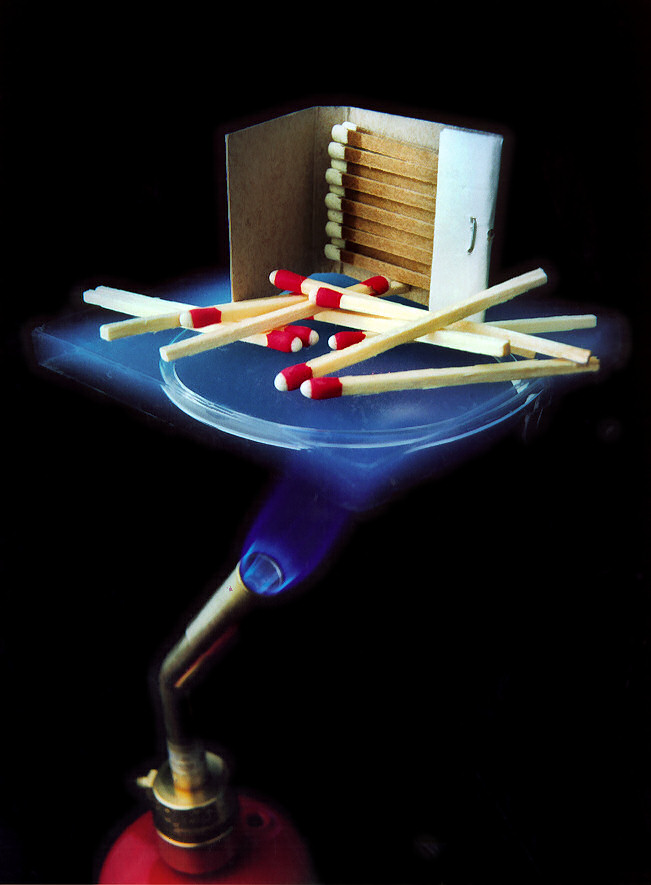
L'aerogel è un ottimo isolante termico

Al tatto, un aerogel si presenta in modo simile a una schiuma leggera ma rigida. Nonostante quanto il loro nome possa suggerire, gli aerogel sono materiali secchi e piuttosto che somigliare a un classico gel le loro proprietà fisiche li rendono più simili a una nanoschiuma. Una leggera pressione sulla superficie di un aerogel tipicamente non lascia alcun segno; una pressione di maggiore entità lascerà invece un segno permanente. Una forte pressione può essere in grado di causare la distruzione dell'intera struttura, con una frantumazione simile a quella di un vetro; questa proprietà è definita friabilità. Nonostante esso sia soggetto a rottura, è un materiale dalla struttura molto resistente. Le sue impressionanti capacità di carico sono dovute alla sua microstruttura dendritica, nella quale particelle sferiche di dimensioni medie di 2-5 nm sono fuse insieme a formare un cluster. Questi cluster formano una struttura tridimensionale altamente porosa con catene a forma pressoché di frattale, con pori di dimensioni minori di 100 nm. La dimensione media e la densità dei pori può essere controllata durante il processo di produzione.
Gli aerogel sono eccezionali isolanti termici. Sono dei buoni inibitori convettivi perché l'aria non può circolare all'interno del reticolo. L'aerogel di silice è specialmente un buon isolante per la conduzione di calore grazie al fatto che la silice è uno scarso conduttore, d'altra parte un aerogel metallico avrà minori proprietà isolanti. L'aerogel di carbonio è un buon isolante dell'irraggiamento termico, in quanto il carbonio assorbe la luce infrarossa responsabile del trasferimento di calore. L'aerogel dalle maggiori proprietà isolanti è quello di silice addizionato di carbonio.
A causa della loro natura igroscopica, gli aerogel sono dei forti essiccanti. Coloro i quali si trovano a maneggiare un aerogel per lungo periodo di tempo dovrebbero indossare dei guanti onde evitare la formazione di fragili chiazze sulle proprie mani.
Dato che l'aerogel è costituito prevalentemente da aria, esso appare semitrasparente. Il colore è dovuto allo scattering Rayleigh delle lunghezze d'onda minori dello spettro visibile da parte della struttura dendritica nanometrica. Questo fenomeno è all'origine della colorazione azzurrognola assunta su uno sfondo scuro e di quella biancastra su uno sfondo luminoso.
Gli aerogel per loro natura sono idrofili, ma i trattamenti chimici possono renderli idrofobi. Se assorbono umidità possono andare incontro a modificazioni strutturali, come la contrazione e il deterioramento, ma rendendoli idrofobi è possibile prevenire questa degradazione. Gli aerogel con la parte interna resa idrofoba sono meno suscettibili alla degradazione rispetto a quelli in cui è stato reso idrofobo solamente lo strato più esterno, persino nel caso in cui una crepa ne penetri la superficie. Inoltre i trattamenti idrofobizzanti favoriscono le lavorazioni successive consentendo l'uso del taglio ad acqua.

## Tipi di aerogel

### Aerogel di silice
L'aerogel di silice è il tipo più comune di aerogel, quello più studiato e utilizzato. Il solido a minore densità attualmente scoperto è una nanoschiuma di silice avente densità 1,0 kg/m³, che è quindi una versione più leggera dell'aerogel di densità 1,9 kg/m³ (a titolo di confronto la densità dell'aria è di
1,2 kg/m³). Si noti, però, che le densità riportate sono al netto dell'aria contenuta all'interno degli aerogel; le densità complessive dei solidi risultano rispettivamente 2,2 kg/m³ e 3,1 kg/m³.
L'aerogel di silice assorbe fortemente la radiazione infrarossa. Sfruttando questa caratteristica è possibile costruire materiali che lascino entrare la luce solare all'interno delle costruzioni assicurando però l'isolamento termico.
Possiede una conducibilità termica estremamente bassa (da 0,03 W/mK a 0,004 W/mK), che gli conferisce eccellenti proprietà isolanti. Il suo punto di fusione è di 1200 °C.

### Aerogel di carbonio
Gli aerogel di carbonio sono composti da particelle dell'ordine del nanometro, legate insieme covalentemente. Possiedono porosità molto elevata (superiore al 50%, con diametro dei pori inferiore ai 100 nm) e area superficiale compresa tra 400-1000 m²/g; hanno densità compresa all'incirca tra 0,25 g/cm³ (aerogel a bassa densità) e 0,8 g/cm³ (aerogel ad alta densità). Spesso vengono prodotti in forma di foglio composito, costituito da fibre di carbonio, impregnato con aerogel di resorcinolo-formaldeide e pirolizzato. In relazione alla densità, gli aerogel di carbonio possono essere conduttori elettrici, caratteristica che rende il foglio composito di aerogel utile per la produzione di elettrodi utilizzati ad esempio nei condensatori. Grazie alla loro area superficiale estremamente elevata, gli aerogel di carbonio sono utilizzati nella creazione dei supercondensatori, dispositivi in grado di raggiungere valori di capacità elettrica di migliaia di farad. Gli aerogel di carbonio assorbono fortemente la radiazione infrarossa, riflettendo solamente lo 0,3% della radiazione compresa tra i 250 nm e 14,3 μm, e questa loro proprietà li rende efficienti nell'immagazzinare l'energia solare.
Il termine "aerogel" viene utilizzato impropriamente per indicare anche masse di nanotubi di carbonio ricche di aria e prodotte tramite tecniche di chemical vapor deposition. Da tali materiali si possono ottenere fibre di resistenza superiore del kevlar e con proprietà elettriche caratteristiche. Questi materiali non sono aerogel, in quanto non possiedono una struttura interna monolitica e una struttura porosa regolare caratteristica degli aerogel.

### Aerogel di allumina
Gli aerogel composti da ossido di alluminio costituiscono quelli che vengono definiti aerogel di allumina. Questi aerogel trovano utilizzo come catalizzatori, specialmente nel drogaggio di metalli con altri metalli. L'aerogel di nichel-allumina rappresenta la più comune combinazione. Gli aerogel di allumina sono anche studiati dalla NASA per la cattura di particelle iperveloci; una formulazione ottenuta dal drogaggio con gadolinio e terbio è in grado di generare fluorescenza nel sito di impatto della particella, con emissione di energia radiante dipendente dalla velocità di impatto.

### Altri aerogel
Il SEAgel è un materiale simile all'aerogel organico, ottenuto dall'agar agar.
I calcogel sono una tipologia di aerogel ottenuti dai calcogeni, platino e altri elementi. Hanno la caratteristica di assorbire preferenzialmente i metalli pesanti e se ne sta studiando l'impiego per rimuovere inquinanti quali mercurio, piombo e cadmio dalle acque.

## Usi

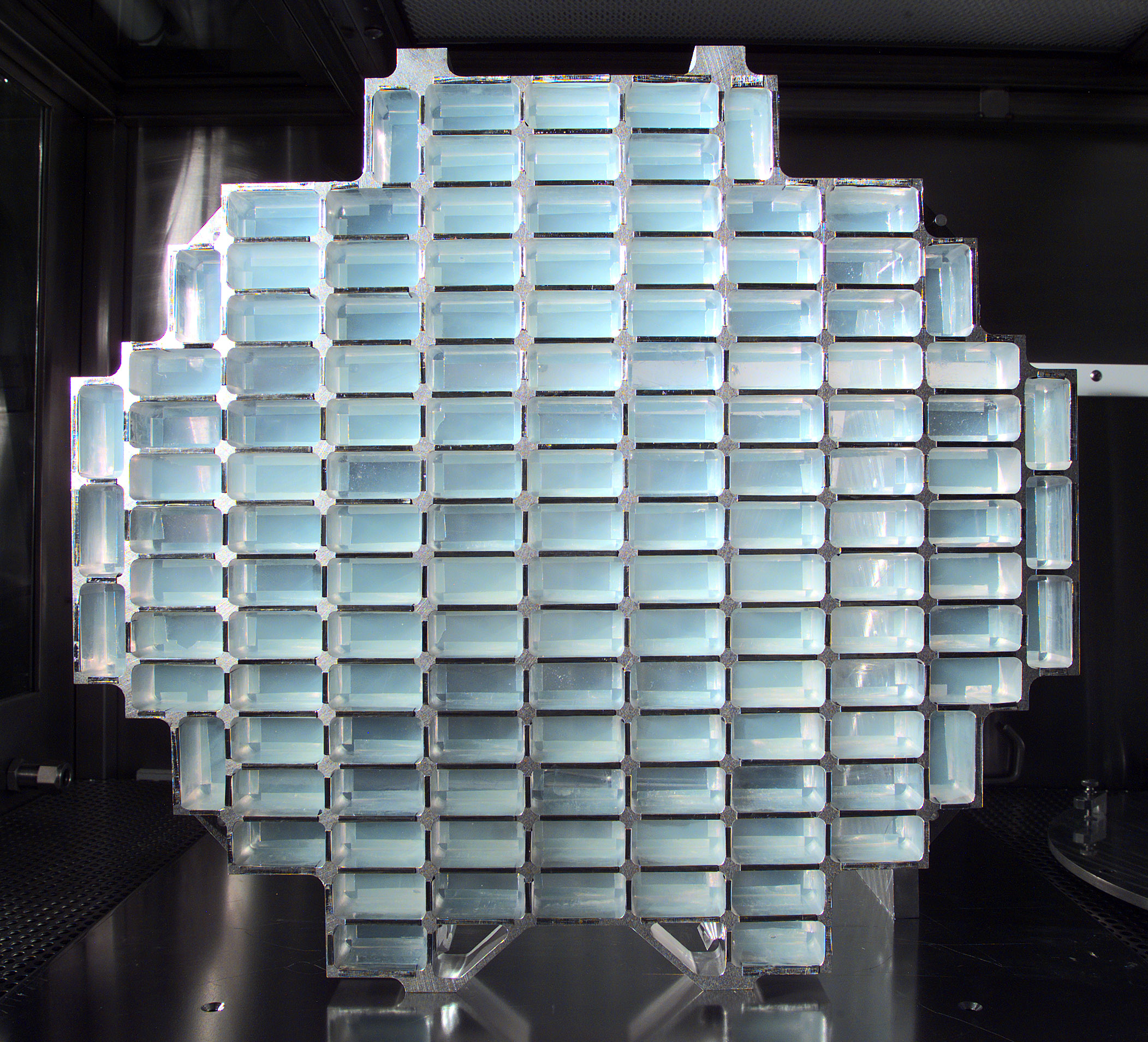
Il collettore con blocchi di aerogel utilizzato dalla sonda Stardust per campionare la polvere interstellare

Gli aerogel sono dei materiali che trovano diverse applicazioni. Commercialmente, gli aerogel sono stati utilizzati in forma granulare per conferire isolamento termico alle finestre degli edifici. Dopo diversi esperimenti in assenza di forza di gravità, un gruppo di ricercatori ha dimostrato che la produzione di aerogel in un ambiente microgravitazionale può dare origine a particelle di dimensioni più uniformi e ridurre l'effetto dovuto allo scattering Rayleigh negli aerogel di silice, rendendo quindi l'aerogel più trasparente.
L'elevata area superficiale dell'aerogel lo rende utile nella purificazione chimica tramite adsorbimento. Questa caratteristica gli conferisce anche un grande potenziale di utilizzo quale catalizzatore o come supporto per un altro catalizzatore. Le particelle di aerogel sono utilizzate anche come addensante in alcune vernici e prodotti cosmetici.
Gli aerogel sono stati testati anche per l'utilizzo quale bersaglio per il National Ignition Facility.
In relazione a una specifica applicazione, la prestazione dell'aerogel può essere aumentata aggiungendo degli agenti dopanti, rinforzandone la struttura o aggiungendo diverse sostanze. In tal modo il campo di applicazione di questi materiali può essere ampiamente esteso.
La produzione commerciale di aerogel compositi iniziò attorno al 1998. L'aerogel di silice è unito a un rinforzo fibroso che ne assicura flessibilità e durata. Le proprietà meccaniche e termiche del prodotto possono essere variate in funzione delle fibre rinforzanti utilizzate, della matrice di aerogel adoperata, e dall'aggiunta di additivi opacizzanti inclusi nel composito. Attorno al 2000 si possono trovare i primi esempi di applicazione di aerogel compositi in equipaggiamenti sportivi, il primo esempio in assoluto è un giubbotto progettato e realizzato in Italia denominato Absolute Zero e una versione successiva denominata Absolute Frontiers.
La NASA ha utilizzato l'aerogel per intrappolare le particelle di polvere interstellare durante la missione della sonda Stardust. Queste particelle vaporizzano per impatto con solidi e passano attraverso i gas, ma possono essere intrappolate negli aerogel. La NASA ha utilizzato l'aerogel anche per l'isolamento termico del Mars Exploration Rover e delle tute spaziali. Il basso valore di densità ne rende vantaggioso l'utilizzo in missioni spaziali.
Gli aerogel sono utilizzati anche in fisica delle particelle come emettitori di fotoni in rivelatori che sfruttano l'effetto Čerenkov. Il rivelatore Belle, usato nell'esperimento di Belle con l'acceleratore KEKB, è un esempio recente di tale uso. Gli aerogel sono adatti a questa applicazione grazie al loro basso indice di rifrazione, alla loro trasparenza e al loro stato solido, caratteristiche che li rendono di più semplice utilizzo rispetto ai liquidi criogenici o ai gas compressi.
Gli aerogel resorcinolo-formaldeide (polimeri chimicamente simili alle resine fenolo-formaldeide) sono principalmente utilizzati come precursori per la produzione degli aerogel di carbonio, o nei casi in cui occorre impiegare un isolante organico con grande estensione superficiale. Sono materiali ad alta densità, con area superficiale di circa 600 m2/g.
Nanocompositi metallo-aerogel possono essere preparati impregnando l'idrogel di partenza con una soluzione contenente ioni di opportuni metalli nobili o di transizione. Questo idrogel impregnato viene quindi sottoposto a irradiazione con raggi gamma, ottenendo così la precipitazione delle nanoparticelle metalliche. Tali compositi possono essere utilizzati ad esempio come catalizzatori, sensori, scudi elettromagnetici e nello smaltimento dei rifiuti. Un catalizzatore platino su carbonio in prospettiva può essere utilizzato nelle celle a combustibile.
Grazie alla sua biocompatibilità, l'aerogel può essere utilizzato come sistema di dispensazione dei farmaci. L'elevata area superficiale e la struttura porosa permettono l'assorbimento dei farmaci da CO2 supercritica. La velocità di rilascio del farmaco può essere definita in base alle proprietà dell'aerogel.
Gli aerogel di carbonio sono utilizzati nella costruzione di piccoli supercondensatori. In relazione all'elevata area superficiale dell'aerogel, questi condensatori possono raggiungere dimensioni inferiori da 2000 a 5000 volte rispetto a quelle dei condensatori elettrolitici similmente classificabili. I supercondensatori che utilizzano aerogel possono avere valori molto bassi di impedenza rispetto ai normali supercondensatori e possono assorbire o produrre picchi molto alti di corrente.
I calcogel potrebbero essere impiegati per rimuovere metalli pesanti quali mercurio, piombo e cadmio da acque inquinate.
L'aerogel è utilizzato per introdurre disordine in elio-3 superfluido.
Ultimamente tale sostanza è impiegata anche come componente nella fabbricazione di racchette da tennis e in particolare è stata adottata dalla casa costruttrice Dunlop.